# DayZ
DayZ (también conocido como DayZ Standalone) es un videojuego de terror y de mundo abierto, desarrollado  por Bohemia Interactive y la versión independiente del premiado mod homónimo, creado por Dean Hall.
El juego está ambientado en el estado postsoviético ficticio de Chernarus, donde un virus desconocido ha convertido a la mayor parte de la población en violentos muertos vivientes, zombis. Como superviviente de recursos limitados, el jugador debe explorar el mundo en busca de comida, agua, armas y medicina, mientras mata o esquiva a los zombis y al resto de los jugadores, con los que también podrá cooperar en un intento de sobrevivir al apocalipsis zombi.

## Jugabilidad
El objetivo del juego es permanecer con vida bajo las condiciones de un apocalipsis zombi. El jugador debe explorar el mapa (de unos 225 km²) en busca de recursos como comida, agua, medicinas o ropa, que podrán ser encontrados en casas, granjas o vehículos abandonados, entre otros muchos lugares. Solo estarán disponibles como transportes coches averiados que tendrán que ser reparados por el jugador.
El jugador tendrá que prestar atención a la salud de su personaje, por ejemplo, cuidando de que se alimente correctamente. También le amenazarán enfermedades a las que podrá hacer frente con los medicamentos adecuados, entre ellas el cólera, la disentería o la hepatitis, que podrán contraerse de los zombis, del agua contaminada, pero otras enfermedades son permanentes y ningún medicamento será efectivo mientras el jugador siga con vida por ejemplo si se recurre al canibalismo (comer carne humana o tomar agua con las manos manchadas de sangre del jugador enemigo abatido) contraerá la enfermedad de los priones cerebrales el cual es incurable en esa partida, todo esto entre otras enfermedades al consumir alimentos contaminados hay que tener mucho cuidado.
Podrán construirse bases en el mapa para almacenar objetos de forma segura, con la posibilidad de añadir sistemas de seguridad a las mismas. Relacionado con esto, será posible limpiar una zona de zombis para hacerla más segura durante un tiempo, ya que no aparecerán nuevamente en esa misma zona; aunque todo esto aún está siendo debatido por los desarrolladores del título.
En cuanto a la comunicación con otros jugadores, se mantiene el sistema de chat de voz y texto de corto alcance del mod, así como un canal llamado "susurro", que permite a los jugadores comunicarse entre sí a una distancia muy corta sin que el resto de jugadores cercanos escuche. También habrá radios que permitirán la comunicación de largo alcance, incluyendo frecuencias cifradas y estaciones de radio.
Los jugadores también podrán capturar a otros supervivientes, esposarlos para que no escapen y robar sus pertenencias o hacer con ellos lo que deseen.